# 迪爾菲爾德鎮區 (堪薩斯州卡尼縣)
迪爾菲爾德鎮區（英語：Deerfield Township）是位於美國堪薩斯州卡尼縣的一個行政鎮區。

## 地方資料
迪爾菲爾德鎮區的面積為120.40平方千米，當中陸地面積為119.60平方千米，而水域面積為0.80平方千米。根據2010年美國人口普查的數據，當地共有人口879人，而人口密度為每平方千米7.3人。

## 外部連結
- US-Counties.com
- City-Data.com （页面存档备份，存于）